# Melanoplus texanus
Melanoplus texanus är en insektsart som först beskrevs av Scudder, S.H. 1878.  Melanoplus texanus ingår i släktet Melanoplus och familjen gräshoppor. Inga underarter finns listade i Catalogue of Life.